# Sígfrid Gràcia
Sígfrid Gràcia Royo (Gavà, 1932. március 27. – Gavà, 2005. május 23.) spanyol válogatott labdarúgó.
A spanyol válogatott tagjaként részt vett az 1962-es világbajnokságon.

## Sikerei, díjai
Barcelona
- Spanyol bajnok (1): 1952–53, 1958–59, 1959–60
- Vásárvárosok kupája (3): 1955–58, 1958–60, 1965–66
- Spanyol kupa (4): 1952–53, 1957, 1958–59, 1962–63